# كاني شيرين (مقاطعة ديواندرة)
كاني شيرين (بالفارسية: کانی شیرین) هي قرية تقع في قسم كاني شيرين الريفي (مقاطعة ديواندرة) في إيران. يقدر عدد سكانها بـ 101 نسمة بحسب إحصاء 2016.